# 桑迪 (貝德福郡)
桑迪（英語：Sandy）是位於英格蘭貝德福德郡的一個城鎮和民政教區，也是英國皇家鳥類保護協會的總部所在地。2001年，桑迪有人口10,887人。